# Sauveterre-de-Comminges
Sauveterre-de-Comminges – miejscowość i gmina we Francji, w regionie Oksytania, w departamencie Górna Garonna.
Według danych na rok 1990 gminę zamieszkiwało 730 osób, a gęstość zaludnienia wynosiła 24 osób/km² (wśród 3020 gmin regionu Midi-Pireneje Sauveterre-de-Comminges plasuje się na 452. miejscu pod względem liczby ludności, natomiast pod względem powierzchni na miejscu 298.).